# 柯旗化故居
柯旗化故居是位於臺灣高雄市新興區的歷史建築，為白色恐怖受難者柯旗化1976年6月出獄後的住所。建於1965年，為一三層建物。2004年登錄為高雄市歷史建築，現由高雄市立歷史博物館經營。

## 沿革
柯旗化（1929年1月1日—2002年1月16日）為高雄左營人，高雄女中英語教師。1951年、1961年曾兩度因叛亂之嫌入獄。1976年6月，甫結束15年刑期的柯旗化出獄後，與家人搬入位於高雄市新興區八德二路上的三層式建築中，並在該處定居。其中二、三樓為柯家人起居空間，一樓則為第一出版社營業使用。不過因購地爭議，柯家並未取得土地權狀。1996年，土地銀行對該批住戶提出訴訟，法院一、二審均判住戶敗訴。
2002年柯旗化過世，兩年後，高雄市政府以該建物雖然非年代久遠，但使用者足以具體代表一個時代的歷史氛圍與背景狀況為由，將該建築登錄為歷史建築。2013年，高雄市文化局正式成立「柯旗化故居」展館營運；不過2016年11月8日，土銀聲請查封該建築並啟動法拍程序，後經市府與民意代表介入協調，2017年以建物物權抵銷土地使用費債權的方式和解，並依比照國立台灣博物館土銀展示館模式與高雄市合作經營。

## 空間
柯旗化故居建於1965年，深15公尺，樓高平均3.2公尺。立面採垂直的遮陽板搭配大面開窗，為1970年代臺灣流行的設計，裝飾簡樸但精美。樓分三層，一樓前方有廚房，後方為第一出版社使用；二樓為客廳、三樓由外而內分別為書房、起居室、臥室，頂層則為儲藏空間。